# ボラボラ空港
ボラボラ空港（ボラボラくうこう、英語：Bora Bora Airport）とは、フランス領ポリネシア・ボラボラ島にある空港。島の北西部のリーフ（モツ・ムテ）上に位置している。
必ずとは言えないが、離陸、着陸は西から東へ向かっている滑走路11を利用する事が多い。この場合、パペーテ・タヒチ国際空港からボラボラ空港に到着の際は、ボラボラ島の東から西へ横切り、降下しながら左旋回の後滑走路11に着陸となる。このため、進行方向機内左側からボラボラ島全体が見渡せる。また、天候の良い時には、ボラボラ島の北に位置するツパイ島（ハート型の島）も見る事ができる。
空港内施設は、ブティック（お土産物店）2店舗とカフェが1店舗のみ。この他に各ホテルのカウンターが用意されており、到着時は利用ホテルのカウンターへ名前を申し出る。
空港がリーフ上に位置しているため、本島や各ホテルまではボートで渡る事となる。各旅行会社のツアー利用や直接予約など関係なく、ホテルに宿泊の際は前述の通り、カウンターへ申し出る事で空港～ホテル直行の専用送迎ボートを利用できる。また、本島のヴァイタペへは、エアタヒチが飛行機の発着に合わせてシャトルボートを運行している。

## 就航路線
国内線（2009年9月現在）
- エアタヒチ－パペーテ・タヒチ国際空港（タヒチ島）・モーレア島・ファヒネ島・ライアテア島・マウピティ島・ティケハウ島・ランギロア島・ファカラバ島・マニヒ島
- 上記のうち、ティケハウ島・ランギロア島・ファカラバ島・マニヒ島への便は、ボラボラ島からの片道しかなく、ボラボラ島に戻る場合は、パペーテ・タヒチ国際空港経由となる。
- 各島からボラボラ島へ、ボラボラ島から各島へは、直行便の他に経由便が多数運行しており、また搭乗便によって所要時間も異なる。経由便の経由空港では、その空港が目的地の乗客と、新たに乗る乗客のみの降機・搭乗となる。そのため、機内アナウンス（フランス語・タヒチ語・英語）で、または乗員に尋ねるなど、降機時は目的地であるかの確認が必要。